# Makalondi
Makalondi (auch: Makalandé, Makalendé und Makolondi) ist eine Landgemeinde im Departement Torodi in Niger.

## Geographie

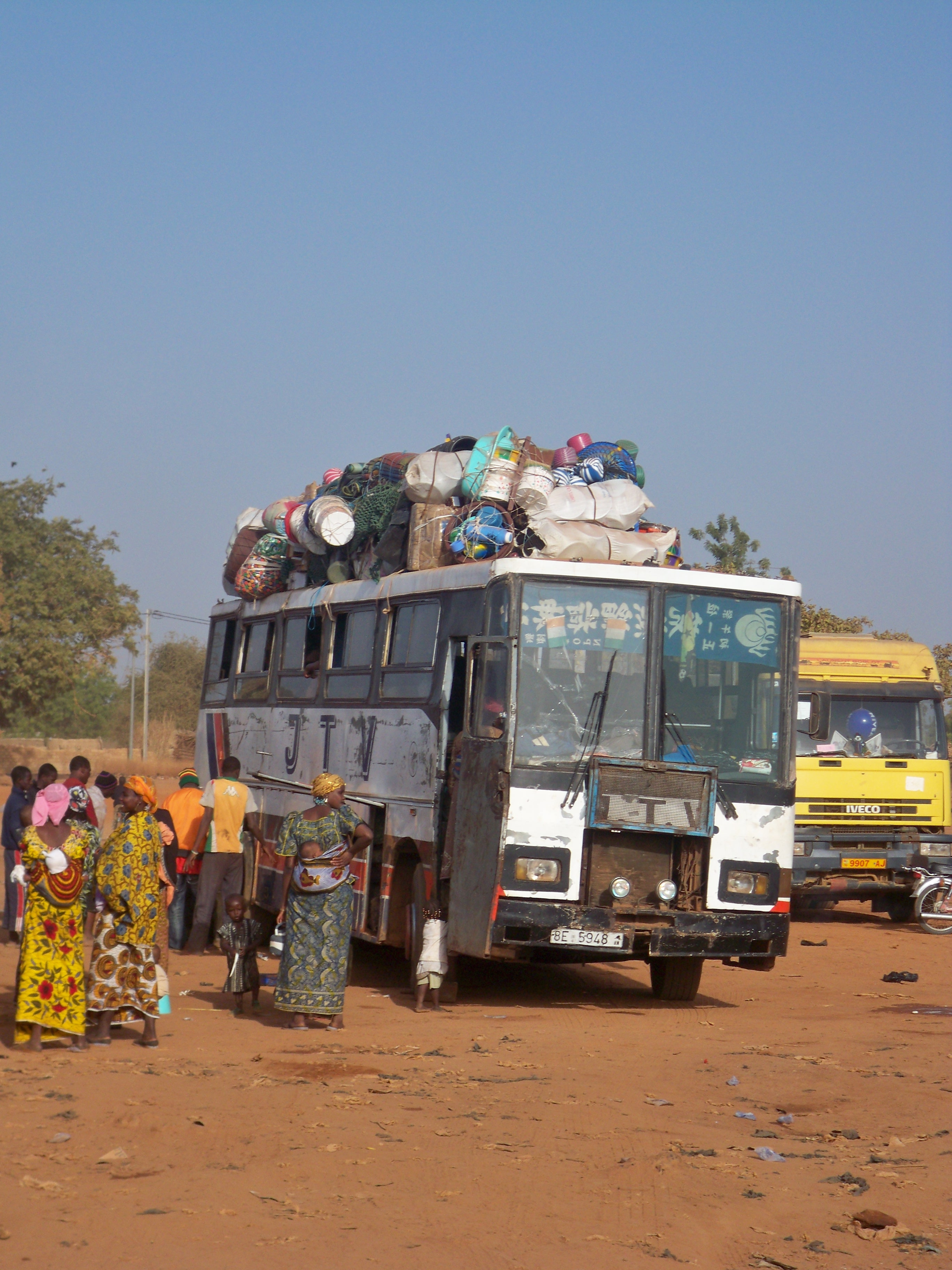
Autobus in Makalondi

Makalondi liegt am Übergang der Sahelzone zur Großlandschaft Sudan. Die Gemeinde grenzt im Süden und Westen an den Nachbarstaat Burkina Faso. Die Nachbargemeinden in Niger sind Torodi im Norden und Ouro Guélédjo im Osten.
Bei den Siedlungen im Gemeindegebiet handelt es sich um 41 Dörfer und 118 Weiler. Der Hauptort der Landgemeinde ist das Dorf Makalondi. Es liegt auf einer Höhe von 232 m.
Auf den höher gelegenen Ebenen von Makalondi, für die Tigerbusch als Vegetationsform typisch ist, wachsen Flügelsamengewächse, Akazien, Affenbrotbäume, Doumpalmen und Karitébäume. In den Niederungen gedeihen Khaya senegalensis und Tamarindenbäume. Die durchschnittliche jährliche Niederschlagshöhe im Zeitraum 1961–1990 betrug rund 600 mm.
Der Makalondi-Distrikt ist als Important Bird Area anerkannt. Es handelt sich um ein 200.000 ha großes Gebiet mit einem Radius von etwa 25 km und dem Hauptort als Mittelpunkt. Zu den wichtigen hier heimischen Vogelarten zählen der Langschwanz-Glanzstar, der Rußheckensänger, die Saviletrappe und die Sudanbeutelmeise. Die Vogelwelt wurde vor allem vom Missionar Pierre Souvairan untersucht, der von 1968 bis 1998 in dem Gebiet lebte. Noch bis in die 1970er Jahre waren in Makalondi Afrikanische Elefanten, Kaffernbüffel und Löwen verbreitet, die in den 1980er Jahren aufgrund zunehmender landwirtschaftlicher Nutzung weitgehend verschwanden. Die Forêt classée de Fayra ist ein 8500 Hektar großes Waldschutzgebiet beim Dorf Fayra Mamoudou. Die Unterschutzstellung erfolgte 1950.

## Geschichte
Das Dorf Makalondi wurde spätestens Anfang des 20. Jahrhunderts von einem Mann namens Douroumpo gegründet, der der Ethnie der Gourmantché angehörte. Douroumpo stammte aus dem Dorf Bomanga, das er verlassen musste, nachdem er eine Frau geheiratet hatte, die auch der Ortsvorsteher von Bomanga heiraten wollte. Der Ortsname Makalondi geht auf eine Schreibweise von Mankabé Lonli zurück und bezieht auf die einst in dieser Gegend lebenden Affen.
Makalondi wurde am 18. August 2009 als eigene Landgemeinde aus dem Gebiet der Landgemeinde Torodi herausgelöst. Zu den Gründen für die Trennung von Torodi gehörten die hohe Bevölkerungsdichte in diesem Gebiet und besonders die Position Makalondis als wichtiger Grenzort. Seit 2011 gehört Makalondi nicht mehr zum Departement Say, sondern zum neugegründeten Departement Torodi.
Die Region Tillabéri und insbesondere das Departement Torodi waren ab 2019 verstärkt der Gefährdung durch nichtstaatliche bewaffnete Gruppen ausgesetzt. Diese äußerte sich in Angriffen, Morden, Entführungen, Plünderungen und Einschüchterungen, die wiederum die Einwohner mehrerer Dörfer zur Flucht veranlassten. In der Gemeinde Makalondi waren davon unter anderem die Dörfer Bomanga, Boni, Kiki und Koguel betroffen. Bei einem Angriff auf die Streitkräfte kamen 2023 in Koutogou 17 Soldaten ums Leben. Die Terrororganisation Dschamāʿat Nusrat al-Islām wa-l-Muslimīn tötete im selben Jahr bei Niakatiré fünf Personen.

## Bevölkerung
Bei der Volkszählung 2012 hatte die Landgemeinde 73.271 Einwohner, die in 8975 Haushalten lebten.
Im Hauptort lebten bei der Volkszählung 2012 5311 Einwohner in 840 Haushalten, bei der Volkszählung 2001 2514 in 267 Haushalten und bei der Volkszählung 1988 1657 in 249 Haushalten.
Die Landgemeinde liegt im Siedlungsgebiet der Gourmantché. Gemäß der Volkszählung 2001 gehören dieser ethnolinguistischen Gruppe 0,4 % der Gesamtbevölkerung Nigers an. Weitere Ethnien in Makalondi sind Fulbe und Mossi.

## Politik
Der Gemeinderat (conseil municipal) hat 19 gewählte Mitglieder. Mit den Kommunalwahlen 2020 sind die Sitze im Gemeinderat wie folgt verteilt: 10 PNDS-Tarayya, 5 MNSD-Nassara, 3 ADN-Fusaha und 1 MODEN-FA Lumana Africa.
Jeweils ein traditioneller Ortsvorsteher (chef traditionnel) steht an der Spitze von 29 Dörfern in der Gemeinde.
Um auch die Vertretung der Gourmantché in der Nationalversammlung, dem Parlament Nigers, zu ermöglichen, bildet Makalondi bei Parlamentswahlen einen von landesweit acht Sonderwahlkreisen. Während die regulären Wahlkreise, in denen jeweils eine bestimmte Anzahl an Abgeordneten gewählt wird, im Übrigen den acht Regionen Nigers entsprechen, wählen die Stimmberechtigten der Sonderwahlkreise jeweils einen eigenen Abgeordneten. Makalondi ist die einzige Gemeinde Nigers, die einen Sonderwahlkreis bildet. Die übrigen sieben Sonderwahlkreise entsprechen Departements und sind damit als Verwaltungseinheit eine Ebene oberhalb von Gemeinden angesiedelt.

## Kultur
In Makalondi gibt es zwei römisch-katholische Pfarren, die zum Erzbistum Niamey gehören: die 1967 gegründete Pfarre St. Franziskus im Hauptort und die 1994 gegründete Pfarre Hl. Geist im Dorf Bomanga. Ihre Mitglieder sind überwiegend Angehörige der Volksgruppe der Gourmantché.

## Wirtschaft und Infrastruktur

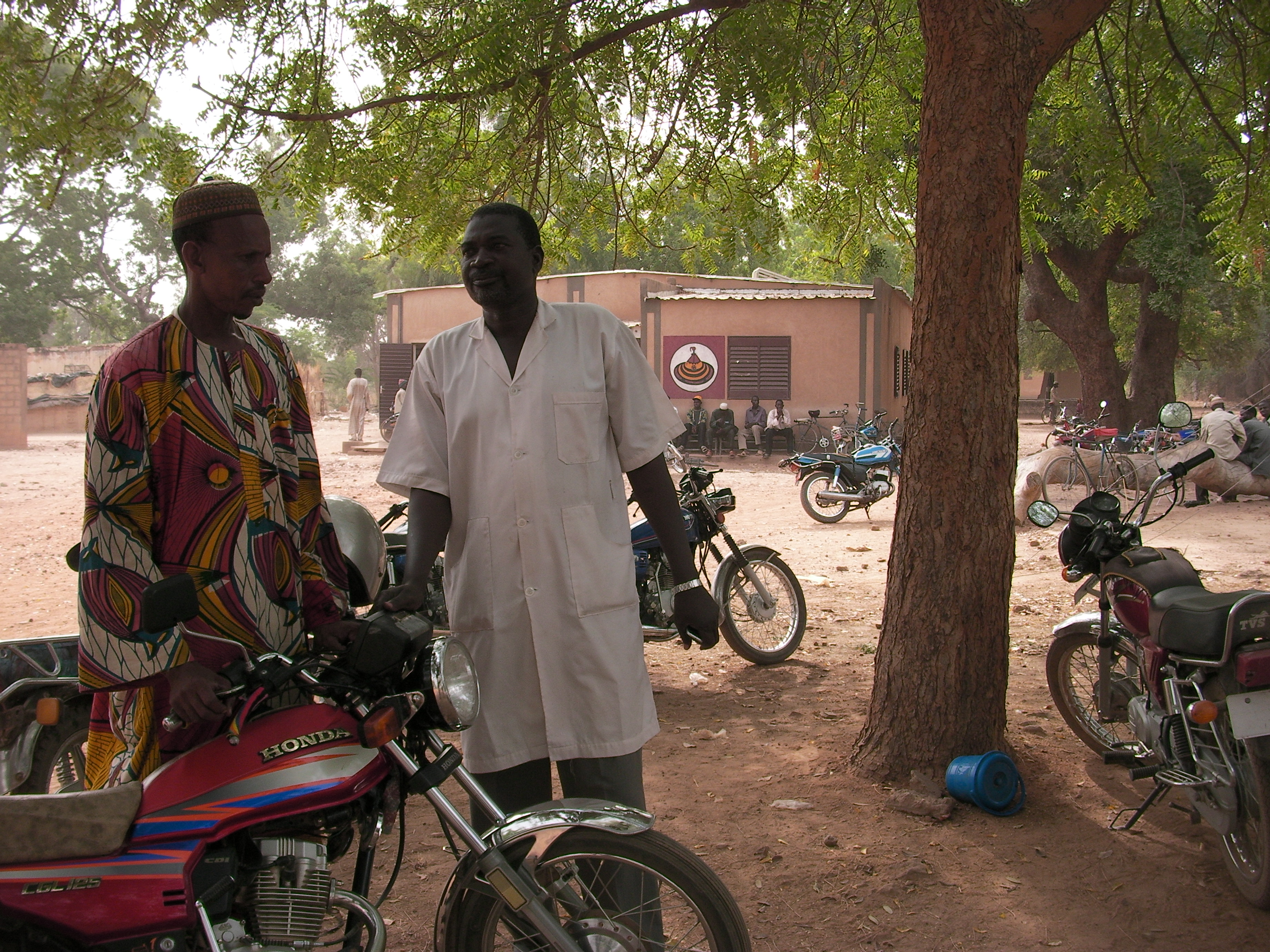
Gesundheitszentrum in Makalondi

Die Landgemeinde liegt in einer Zone, in der Regenfeldbau betrieben wird. Im Hauptort gibt es zahlreiche Gärten, die von Hilfsprojekten der katholischen Mission und aus Frankreich unterstützt werden. Hier werden vor allem Kohl, Tomaten und Salat angebaut, außerdem gibt es Obstbäume. Zwei markierte und gesicherte Transhumanz-Routen nach Burkina Faso nehmen im Hauptort ihren Ausgang. Die Niederschlagsmessstation im Hauptort wurde 1977 in Betrieb genommen.
Der Markttag im Hauptort ist Montag. Verkauft werden traditionelle Seifen, bunte Kalebassen, Getreideschwingen aus Sokoto und Matten, die für tatara genannte Einzäunungen verwendet werden, ferner Gemüse wie Tomaten, Zwiebeln und Salat. Weitere Wochenmärkte werden in den Dörfern Kiki, Koguel und Mossi Paga abgehalten.
Gesundheitszentren des Typs Centre de Santé Intégré (CSI) sind im Hauptort sowie in den Siedlungen Boni und Kiki vorhanden. Das Gesundheitszentrum im Hauptort verfügt über ein eigenes Labor und eine Entbindungsstation. Der CEG Makalondi ist eine allgemein bildende Schule der Sekundarstufe des Typs Collège d’Enseignement Général (CEG). Beim Centre de Formation aux Métiers de Makalondi (CFM Makalondi) handelt es sich um ein Berufsausbildungszentrum.
Durch die Gemeinde verläuft die 119,5 Kilometer lange und asphaltierte Nationalstraße 6 zwischen der Hauptstadt Niamey und der Staatsgrenze zu Burkina Faso. Von der Nationalstraße 6 zweigen im Hauptort die 22,8 Kilometer lange Route 669 nach Kiki und die 22,3 Kilometer lange Route 668 nach Tientienga Fulbé ab. In der Gemeinde befindet sich ein Grenzübergang zu Burkina Faso. Der gegenüberliegende Grenzort im Nachbarstaat ist Kantchari.

## Persönlichkeiten
- Djalwana Laurent Lompo (* 1967), Erzbischof von Niamey, geboren im Dorf Koulbou